# 吉田金太郎
吉田 金太郎（よしだ きんたろう、1950年 - 1985年9月4日?）はよど号グループのメンバー。

## 経歴
京都市立堀川高等学校卒業。高校時代、まだ創刊したばかりの「新左翼」紙（現在の「人民新聞」）の事務所によく制帽・制服姿で訪れ、手伝いをしていたという。高校卒業後、日立造船で工員として働くが、労働組合活動へ傾倒し、ブント系反戦青年委員会に参加。1970年に20歳時に仲間8人とともによど号ハイジャック事件を起こし、北朝鮮に亡命。学生運動がきっかけで参加した者が多いよど号メンバーの中では唯一の労働者出身である。
1985年8月末、吉田の実家に吉田が難病のため面会に平壌までこられないかというよど号グループからの手紙が届く。9月4日、平壌市内の病院で急性肝萎縮症のため亡くなり、翌5日によど号メンバーにより葬儀が営まれた。吉田の遺族は10月に北京から平壌入りをする。平壌でよど号メンバーから木箱に入った吉田の遺骨と死亡診断書を受け取る。
しかし、この死亡に至る経緯には疑念が持たれている。高沢皓司は、1998年の著書において、
- 田宮高磨が、1976年から1977年にかけてなされたグループの結婚作戦について、1年以内に全員がその任務を遂行したと述べていながら、吉田だけ結婚が確認されていないため、そもそも吉田は結婚作戦が提起された時点ですでに死んでいたか組織のメンバーではなかったと推察されること
- 1977年から北朝鮮に滞在しているグループの妻たちが1993年の高沢とのインタビューで吉田について一切語らなかったこと
- 1979年に他のメンバーや妻がほぼ一斉に日本の実家に手紙を送っているにもかかわらず吉田だけ送られておらず、また、吉田の実家が平壌宛に手紙を送ったり1980年の訪朝団に手紙を託したりしたが、吉田からの返信はなかったこと
- 1985年9月25日読売新聞に、8月に吉田がすでに死亡していることを前提とした内容を語ったとされる記事が掲載された際、よど号メンバーが翌月に抗議声明を発表するなど、8月にすでに死亡していたとすれば具合が悪かったと見られること
- 吉田の祖父が富裕商人だったことから北朝鮮から出身を問題視される可能性があったこと

などから、1977年以前に強制収容所に送られて死亡したとする見方を述べている。
また、柴田の妻であった八尾恵（1987年帰国）は、2002年の著書において、柴田が吉田について「スパイやったんや」と答えたことや、よど号グループの中で吉田のことを話すのはタブーであったことを挙げ、病死の経緯に関するよど号グループの発表について「明らかな嘘があります」と述べている。
1976年11月に小田実が北朝鮮でリーダーの田宮高麿を除く、よど号メンバー全員と会ったことになっている。しかし、面会会場は薄暗く写真撮影ができなかったとして吉田の写真が撮られておらず、存在は完全には確認できていない。最後に確認されている吉田の写真は1973年のものである。